# مولدارتا
مولدارتا (به لاتین: Muldarta) یک منطقهٔ مسکونی در گرجستان است که در شیدا کارتلی واقع شده‌است.